# یوتلک تویتو
یوتلک تویتو (به انگلیسی: Uatlok Twithu) یک منطقهٔ مسکونی در هند است که در تریپورا واقع شده‌است.